# Disney's DuckTales 2
Disney's DuckTales 2 (La Bande à Picsou 2) est un jeu vidéo de plate-forme adapté de la série d'animation éponyme La Bande à Picsou. Le jeu par Capcom est sorti sur NES et sur Game Boy en 1993. Il est la suite du jeu Disney's DuckTales sorti sur les mêmes plates-formes.
Le 16 mars 2017, Capcom annonce la ressortie le 18 avril de plusieurs titres phares 8 bits de Disney Interactive des années 1990 sous le nom The Disney Afternoon Collection sur Xbox One, PlayStation 4 et PC dont Disney's Darkwing Duck, Disney's DuckTales, Disney's DuckTales 2, Disney's Chip'n Dale: Rescue Rangers, Disney's Chip'n Dale: Rescue Rangers 2 et Disney's TaleSpin,.

## Synopsis
Balthazar Picsou est à la recherche du trésor caché de McDuck. Pour le trouver, il devra récupérer les différents morceaux de la carte au trésor, morceaux cachés dans un vieux château hanté, dans une antique pyramide ou encore dans un bateau pirate. Il en profitera également pour ramener d'autres trésors inestimables des mondes qu'il aura visités. Il pourra compter sur ses neveux pour le conseiller et le guider dans sa quête, ainsi que sur ses amis Flagada Jones et Géo Trouvetou. Cependant, il se pourrait qu'une de ces vieilles connaissances soit également sur la trace du trésor de McDuck...

## Système de jeu
Duck Tales est un jeu de plates-formes en deux dimensions, à défilement horizontal dans lequel le joueur incarne Balthazar Picsou au travers de cinq mondes. Les mouvements de base de Picsou sont le saut, le coup de pied lui permettant de frapper dans divers objets (destructibles ou non) et le coup de canne vertical, effectué lors d'un saut et lui permettant de rebondir sur le sol afin de sauter plus haut, de frapper les ennemis et de détruire certains objets.

## Niveaux
- Niagara : au-delà des chutes du Niagara repose la Fleur de Cristal qui n'éclot qu'une fois tous les mille ans.
- Bermudes
- Île de Mu
- Égypte
- Écosse